# Paraformaldehyd
Paraformaldehyd (PFA) je chemická látka, jedná se o polymer formaldehydu, polymerační stupeň se pohybuje od osmi do sta.

## Použití
- desinfekce
- v histologii[2]
- je potřeba (spolu s dalšími látkami) při výrobě HMX z hexaminu ((CH2)6N4)